# 881 Athene
881 Athene este un asteroid din centura principală, descoperit pe 22 iulie 1917, de Max Wolf.